# Реконкіста (Мексика)

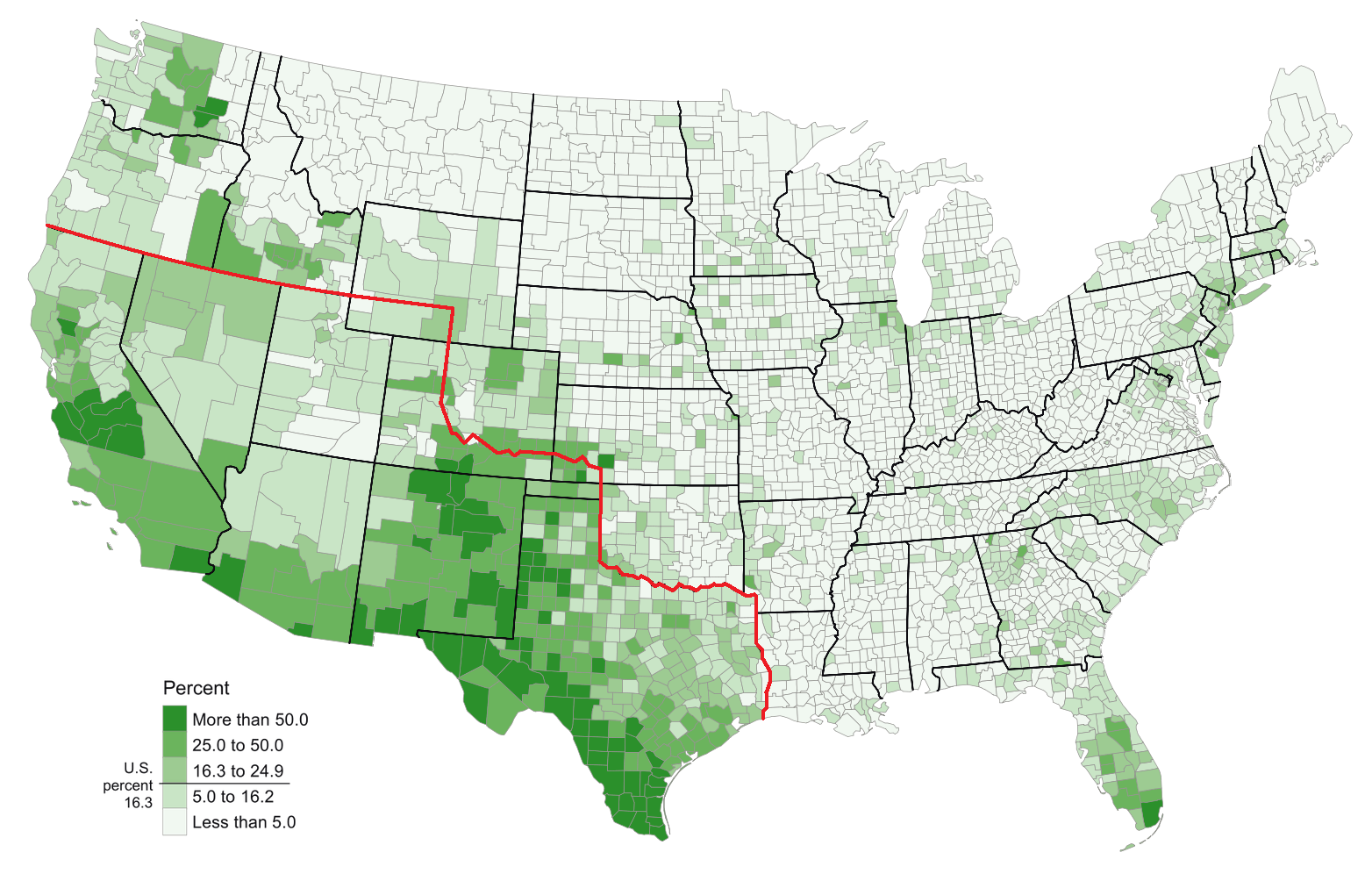
Частка латиноамериканського населення в Сполучених Штатах у 2010 році накладена на мексикансько-американський кордон 1836 року

Велика Мексика, Реконкіста («відвоювання») — це термін для опису іредентистського бачення різними особами, групами та/або націями що південно-західні Сполучені Штати мають бути політично чи культурно повернені Мексиці. Такі думки часто формуються на основі того, що на ці території протягом століть претендувала Іспанія, а потім Мексика з 1821 року, поки вони не були передані Сполученим Штатам під час Техаської анексії (1845) і Мексиканської цесії (1848) через американо-мексиканську війну. 

## Передумови
Термін «Реконкіста» означає «відвоювання» і є аналогією з християнською Реконкістою мавританської Іберії. Території найбільшої мексиканської імміграції та поширення мексиканської культури — це території, які були захоплені Сполученими Штатами у Мексики протягом 19 століття. 

## Культурні погляди

### Мексиканські письменники
У статті 2001 року на латиноамериканському вебпорталі Terra «Розвиток іспанської мови та латиноамериканців схожий на Реконкісту (Відвоювання)» Елена Понятовська заявила:
Нещодавно американські ЗМІ заявили, що в деяких місцях, таких як Лос-Анджелес, якщо ви не розмовляєте іспанською, то ви "поза грою". Це свого роду реконкіста (відвоювання) втрачених територій, які носять іспанські імена та колись були мексиканськими.

[Сердечним тоном, роблячи паузи та з посмішкою на вустах, мексиканська письменниця із задоволенням коментувала зміни, які відбуваються в США зі сприйняттям іспаноамериканців і латиноамериканців та прогрес їхньої спільноти в міграційних рухах.

Люди тарганів та бліх, родом з бідності та злиднів, що повільно просуваються до США та пожирають їх. Я не знаю, що з цим усім станеться [з приводу расизму, який нібито все ще є відчутним у США та інших країнах], але він [расизм], здається, є вродженою хворобою людства.
У своїй програмній промові на Другому міжнародному конгресі іспанської мови у Вальядоліді, Іспанія, у 2003 році «Єдність і різноманітність іспанської мови, мова зустрічей» Карлос Фуентес сказав:
Що ж, я щойно використав англійський вираз (посилається на вживання словосполуки "brain trust" (мозковий фонд) у попередньому абзаці), і це повертає мене до Американського континенту, де 400 мільйонів чоловіків і жінок, від Ріо-Браво до мису Горн, розмовляють іспанською мовою на територіях, що були володіннями іспанської корони протягом 300 років; але на континенті, де на півночі Мексики, у Сполучених Штатах, ще 35 мільйонів людей також розмовляють іспанською, і не лише на території, що спершу належала Новій Іспанії, а потім Мексиці до 1848 року — цей кордон простягається не лише від Техасу до Каліфорнії, — але й продовжується на північному узбережжі Тихого океану в Орегоні, на середньому заході Чикаго і навіть на східному узбережжі Нью-Йорку.

З цієї причини говорять про реконкісту (відвоювання) старих територій Іспанської імперії у Північній Америці. Але ми повинні звернути увагу на той факт, що ми повинні вийти за рамки кількості людей, які розмовляють іспанською мовою, до питання про те, чи є іспанська мова конкурентоспроможною в галузі науки, філософії, інформатики та літератури в усьому світі — питання, яке нещодавно підняв Едуардо Субірац.

На жаль, маємо відповісти негативно, що ні, в галузі науки, попри те, що у нас є видатні вчені, ми не можемо додати, як каже великий колумбійський Мануель Елкін Патарройо, ми не маємо в Іберо-Америці більше ніж 1% науковців світу.
В іншій частині своєї промови Фуентес коротко повернувся до своєї ідеї «реконкісти»:
Цікаво відзначити появу нового мовного явища, яке Доріс Соммер з Гарвардського університету, з витонченістю і точністю називає "континентальною сумішшю". Спангліш або еспанглес, оскільки іноді використовується англійський вираз, а іноді — іспанський, — це захопливе прикордонне явище, часом небезпечне, завжди творче, необхідне або фатальне, як давні зустрічі з мовою науатль (мовою ацтеків), наприклад. Завдяки іспанській мові та деяким іншим мовам ми можемо сьогодні сказати шоколад, помідор, авокадо, і якщо не сказати дика індичка (guajolote), то можна сказати індик (pavo), тому французи перетворили наше слово (guajolote) на птаха в Індії, oiseaux des Indes o dindon, а англійці, повністю дезорієнтовані в географії, дають йому дивну назву "Turkey" (назва Туреччини англійською), але, можливо, через якісь амбіції, які не можна сповідувати в Середземномор'ї, і від Гібралтару до протоки Босфор.

Підсумовуючи, реконкіста сьогодні, але, пре-фактум, повторне завоювання — приведе нас до фактуму. Іспанська колонізація Америки за допомогою іспанської армії та іспанців була численними парадоксами. Це була катастрофа для корінних громад Америки, особливо для великих індіанських цивілізацій Мексики та Перу.
Але катастрофа, застерігає Марія Самбрано, є катастрофічною лише тоді, коли з неї не виходить нічого рятівного.

З катастрофи завоювання народилися всі ми, корінні іберійці-американці. Одразу ж ми були метисами, жінками та чоловіками індіанської крові, іспанцями, а пізніше — африканцями.  Ми були католиками, але наше християнство. Так, ми говоримо іспанською мовою, але ми надали їй американського, перуанського, мексиканського відтінку.... іспанська мова перестала бути мовою імперії, а перетворилася на щось набагато більше... [вона стала] універсальною мовою порозуміння між європейською та корінними культурами....

### Націоналістичний фронт Мексики

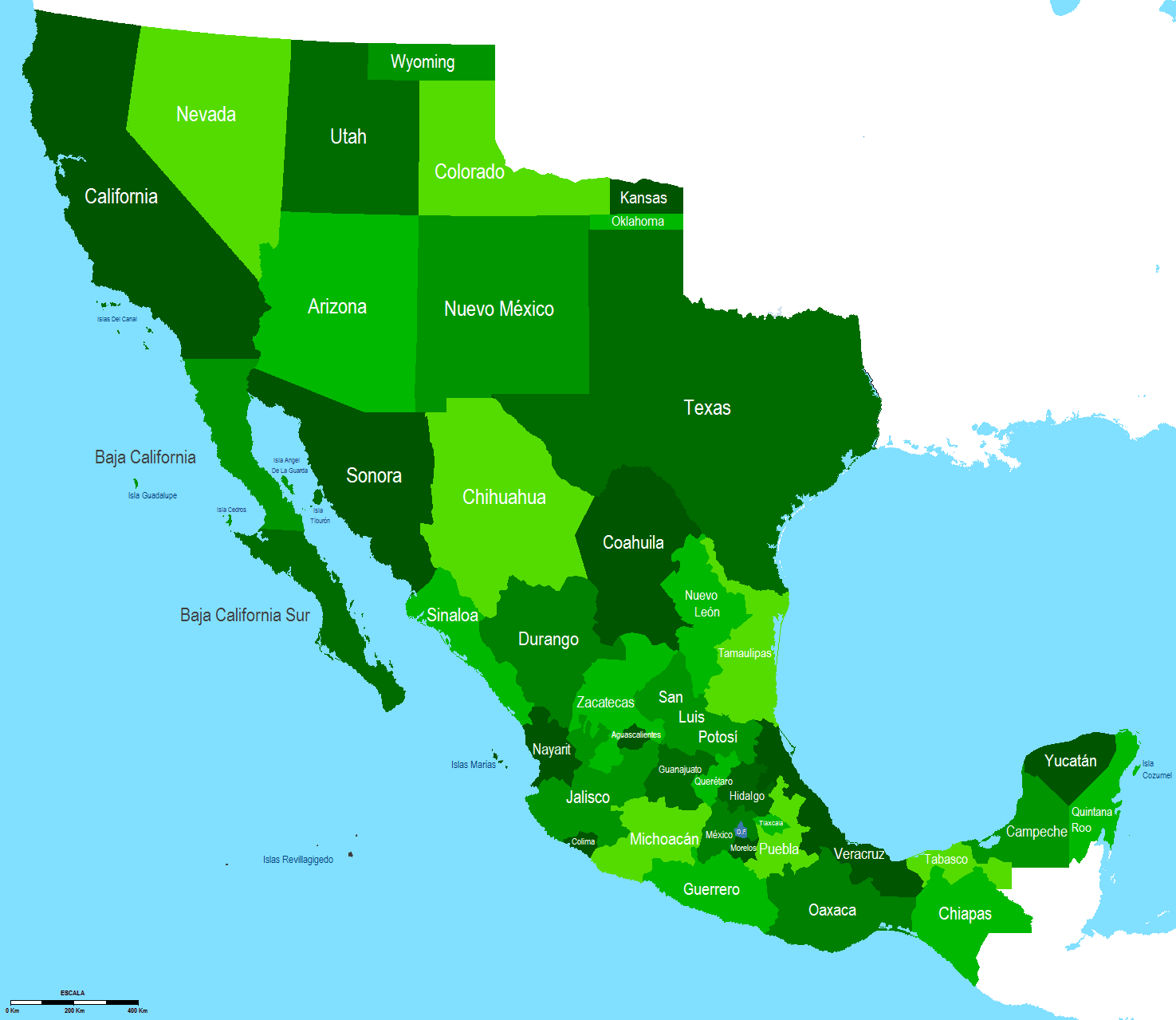
Карта, що показує, як могла б виглядати Мексика з 42 штатів, якби вона повернула свої колишні території

Маргінальна група Націоналістичний фронт Мексики виступає проти того, що вона вважає англо- американськими культурними впливами, і відкидає Договір Гваделупе Ідальго, а також те, що її члени вважають «американською окупацією» території, яка раніше належала Мексиці, а зараз утворює південний захід США.

На своєму вебсайті фронт зазначає:
Ми відкидаємо окупацію північних територій нашої нації, важливу причину бідності та еміграції. Ми вимагаємо, щоб наша претензія на всі території, окуповані силою Сполученими Штатами, були визнані в нашій Конституції, і ми будемо мужньо захищати, відповідно до принципу самовизначення для всіх народів, право мексиканського народу жити на всій нашій території в її історичних кордонах, як вони існували і були визнані на момент нашої незалежності.

### Чарльз Труксілльо
Видатним прихильником Реконкісти був чиканський активіст та ад’юнкт-професор Чарльз Труксілльо (1953–2015) Університету Нью-Мексико (УНМ). Він уявляв собі суверенну латиноамериканську державу — Республіку Північ (República del Norte), яка охоплювала б Північну Мексику, Баха-Каліфорнію, Каліфорнію, Аризону, Нью-Мексико та Техас. Він підтримував відокремлення південно-західної частини США для створення незалежної чиканської нації та стверджував, що Статті Конфедерації надають окремим штатам повний суверенітет, включаючи законне право на відокремлення.
Труксілльо, який викладав у Програмі вивчення чикано Університету Нью-Мексико за річним контрактом, сказав в одному з інтерв’ю: «Латиноамериканці, що народилися у Сполучених Штатах, почуваються чужинцями на власній землі». Він сказав: «Ми залишаємося в підпорядкуванні. Ми маємо негативний образ власної культури, створений засобами власної інформації. Ненависть до себе є жахливою формою гноблення. Довга історія гноблення та підпорядкування має закінчитися", і що по обидва боки кордону між США та Мексикою "зростає злиття, відроджуються зв'язки... Південно-західні чикано та північні мексиканці знову стають одним народом». Труксілльо заявив, що латиноамериканці, що отримали владні позиції або іншим чином «користувалися перевагами асиміляції», швидше за все, виступатимуть проти нової нації, і пояснив:
Буде негативна реакція, вимучена відповідь людини, яка думає: "Дайте мені спокій. Я просто хочу піти у Вол-Март". Але ця ідея просочиться в їхню свідомість і викличе внутрішню кризу, докори сумління, внутрішній діалог, коли вони запитають себе: "А хто я в цій системі?"
Труксілльо вважав, що Республіку Північ буде створено «будь-якими необхідними засобами», але її буде сформовано, ймовірно, не громадянською війною, а виборчим тиском майбутнього латиноамериканського населення регіону. Труксілльо додав, що вважає своїм обов'язком сприяти формуванню «кадру інтелектуалів», які думатимуть про те, як нова держава може стати реальністю.
У 2007 році УНМ, як повідомляється, вирішив припинити продовження річного контракту Труксілльо. Той стверджував, що його «звільнення» відбулося через його радикальні переконання, та сказав: «Посада базується на голосуванні моїх колег. Мало хто виступає за те, щоби чиканський професор виступав за чиканську національну державу»

### Хосе Анхель Гутьєррес
В інтерв’ю In Search of Aztlán 8 серпня 1999 року Хосе Анхель Гутьєррес, професор політології Техаського університету в Арлінгтоні, заявив:
Ми єдина етнічна група в Америці, яка була розчленована. Ми не мігрували сюди та не іммігрували сюди добровільно. Сполучені Штати прийшли до нас завдяки хвилям успішних завоювань, що змінювали одна одну. Ми є полоненим народом, у певному сенсі, народом-заручником. Це наша політична доля і наше право на самовизначення — хотіти мати свою батьківщину [повернутися до неї]. Подобається це їм чи ні — неважливо. Якщо вони називають нас радикалами, диверсантами чи сепаратистами — це їхні проблеми. Це наш дім, і це наша батьківщина, і ми маємо на неї право. Ми — господарі. Всі інші — гості....

Ми не винні в тому, що білі не народжують дітей, а кількість чорних не зростає. Що немає інших груп, які ставлять собі за мету знову зібрати свою батьківщину воєдино. У нас є. Цифри зроблять це можливим. Я вірю, що в найближчі кілька років ми побачимо іредентистський рух, який вийде за межі асиміляції, за межі інтеграції, за межі сепаратизму, щоб знову об'єднати Мексику в одне ціле. Це і є ірідентизм[sic]. Одна Мексика, одна нація.
В інтерв’ю Star-Telegram у жовтні 2000 року Гутьєррес заявив, що багато недавніх мексиканських іммігрантів «хочуть відтворити всю Мексику та об’єднати всю Мексику в одну». І вони збираються це зробити, навіть якщо лише демографічно.... Вони матимуть політичний суверенітет над Південним Заходом і багатьма частинами Середнього Заходу».  У відеозаписі, зробленому вебсайтом Immigration Watchdog, цитованому The Washington Times, Гутьєррес цитує слова: «Нас мільйони. Треба просто вижити. Біла Америка старіє. Вони не народжують дітей. Вони вмирають. Це питання часу. Вибух у нашому населенні»  У наступному інтерв’ю газеті The Washington Times у 2006 році Гутьєррес відступив і сказав, що не було «життєздатного» руху Реконкіста, і він поклав провину за інтерес до цього питання на закриті прикордонні групи та «праві блоги».

### Інші погляди
Феліпе Гонсалес, професор Університету Нью-Мексико (УНМ), який є директором Південно-західного інституту дослідження латиноамериканців УНМ, заявив, що серед латиноамериканців Нью-Мексико існує «певна прихована течія батьківщини», але «освічені еліти матимуть підхопити цю ідею [ідею нової нації], бігти з нею та використовувати її як точку протистояння, якщо вона хоче досягти успіху». Хуан Хосе Пенья з Латиноамериканського круглого столу в Нью-Мексико вважав, що мексиканцям і мексиканським американцям бракує політичної свідомості, щоб створити окрему націю: «Зараз немає жодного руху, здатного це зробити».
Нелегальну імміграцію на південний захід іноді розглядають як форму Реконкісти у світлі того факту, що державності Техасу передував наплив американських поселенців у цю мексиканську провінцію, поки громадяни США не перевищили чисельність мексиканців у десять разів і не взяли на себе управління територією. Теорія полягає в тому, що станеться зворотне, коли мексиканці врешті-решт стануть настільки численними в регіоні, що вони матимуть значний вплив, зокрема політичну владу. Деякі аналітики кажуть, що значні демографічні зміни на південному заході можуть призвести до «фактичної реконкісти», навіть якщо мігранти не мали її на меті. Політолог Семюел П. Хантінгтон, прихильник широкої популярності Реконкісти, заявив у 2004 році:
У демографічному, соціальному та культурному плані "реконкіста" (відвоювання) південного заходу США мексиканськими іммігрантами йде повним ходом. Однак значущий крок до возз'єднання цих територій з Мексикою видається малоймовірним.....

Жодна інша іммігрантська група в історії США не заявляла і не могла заявити історичних претензій на американську територію. Мексиканці та американці мексиканського походження можуть і роблять це.
Неоліберальний політичний письменник Мікі Каус зауважив:
"Реконкіста" - це трохи... трохи екстремально.  Мені казали, що якщо ви поговорите з людьми в Мексиці, напоїте їх у барі, вони скажуть: "Ми забираємо свої землі назад, вибачте". Це не рідкість у Мексиці, то чому ми не можемо сприймати це серйозно тут?... Це як проблема Квебеку, якби Франція була сусідом Канади.
Інші латиноамериканські правозахисники кажуть, що Реконкіста — це не що інше, як маргінальний рух. Натіво Лопес, президент Мексикано-американської політичної асоціації в Лос-Анджелесі, коли репортер запитав про концепцію Реконкісти, відповів: «Я не можу повірити, що ви турбуєте мене питаннями про це. Ви не питаєте про це навсправжки. Я не можу повірити, що Ви турбуєтеся таким мізерним, маргінальним елементом, що не має жодного резонансу серед цього населення». 
Засоби масової інформації для мексиканців часто жартома згадують настрої Реконкісти, включно з недавньою рекламою горілки Absolut, яка викликала значну полеміку в Сполучених Штатах через друк карти довоєнної Мексики. Реконкіста є постійною темою сучасної художньої та документальної літератури, особливо серед ультраправих авторів.
Національна рада Ла-Раза, найбільша національна іспаномовна організація захисту прав у Сполучених Штатах, заявила на своєму вебсайт, що вона «ніколи не підтримувала і не схвалює ідею Реконкісти (право Мексики повернути землі південного заходу Сполучених Штатів) або Ацтлан ».
Опитування Zogby 2002 року показало, що 58% мексиканців у Мексиці вважають, що південний захід Сполучених Штатів по праву належить Мексиці.

## Реальні підходи

### Початок 20 ст
У 1915 році захоплення Базиліо Рамоса, нібито прихильника мексиканського диктатора Вікторіано Уерти, в Браунсвіллі, штат Техас, виявило існування плану Сан-Дієго, метою якого часто вважають відвоювання південного заходу Сполучених Штатів для отримання внутрішньої підтримки в Мексиці для Уерти. Однак інші теорії стверджують, що план, який передбачав вбивство всіх білих чоловіків віком не менше 16 років, був створений, щоб підштовхнути США, зрештою успішно, підтримати правління Венустіано Карранса, головного лідера Мексиканської революції. Більшість доказів підтверджує, що план Сан-Дієго був розроблений анархістами та мав на меті отримати незалежність лише Південного Техасу, а не всього Південного Заходу Сполучених Штатів, для запровадження там анархічної політичної системи.
У 1917 році, згідно з перехопленою телеграмою Ціммермана, Німеччина, в обмін на те, що Мексика приєднається до неї як союзник проти Сполучених Штатів під час Першої світової війни, була готова допомогти Мексиці «відвоювати» втрачені нею території: Техас, Нью-Мексико та Аризону. . Немає доказів того, що мексиканський уряд коли-небудь серйозно розглядав таку можливість. Розголошення телеграми сприяло антимексиканським настроям і стало одним з головних факторів оголошення США війни Німеччині. 

### Сучасність
Для чиканських націоналістів в 1960-х роках цей термін не використовувався, але багато хто часто вважав, що «Ацтлан» має зазнати культурного відродження та розширення.
Наприкінці 1990-х – на початку 2000-х, коли дані перепису населення США показали, що населення мексиканських американців на південному заході Сполучених Штатів зросло, і цей термін популяризували сучасні інтелектуали в Мексиці, такі як Карлос Фуентес, Елена Понятовська та президент Вісенте Фокс,, який говорив про те, що мексиканські іммігранти зберігають свою культуру та іспанську мову в Сполучених Штатах, оскільки вони мігрують здебільшого до цього регіону.
У березні 2015 року, в розпал війни на сході Україні, коли США планували підтримати Україну у боротьбі проти Росії, Дукуваха Абдурахманов, спікер чеченського парламенту, погрожував озброїти Мексику проти Сполучених Штатів і поставив під сумнів правовий статус територій штатів Каліфорнія, Нью-Мексико, Аризона, Невада, Юта, Колорадо та Вайомінг. 

## Дивись також
- Чиканський націоналізм
- Гаяна-Ессекібо
- Іредентизм
- Явна доля
- МЕЧА
- Мексиканський рух
- Нативізм (політика)
- Plan Espiritual de Aztlán
- Реваншизм
- Велика заміна
- Теорія змови великої заміни в США